# Ли Цянь
Ли Цянь (кит. упр. 李倩, пиньинь Lǐ Qiàn; род. 6 июня 1990, Хэнань) — китайская боксёрша. Чемпионка мира 2018 года. Чемпионка Азии 2017 и 2019 годов. Чемпион Азиатских игр 2022 года. Призёр Олимпийских игр 2016 года. Призёр летних Азиатских игр 2014 года. Член сборной Китая по боксу.

## Карьера
В 2014 году она завоевала серебряную медаль на Азиатских играх в Корее в категории до 75 кг. В этом же году она выиграла серебро на чемпионате мира в Чеджу. В последнем поединке уступила американской спортсменке Кларесс Шилдс (0:3).
Выступала на Олимпийских играх в Рио-де-Жанейро в 2016 году. В соревнованиях до 75 кг она завоевала бронзовую медаль. В четвертьфинале она победила хозяйку Игр Андрею Бандейру со счетом 3:0. В полуфинале она проиграла голландке Нушке Фонтейн.
На 10-м чемпионате мира по боксу среди женщин в Индии, в финале, 24 ноября 2018 года, китайская спортсменка вновь встретилась c Нушкой Фонтейн, одержала победу со счётом 4:1 и завершила выступление на первом месте, завоевав золотую медаль.
На чемпионате Азии в 2019 году в Бангкоке, она смогла повторить свой успех и вновь стала чемпионкой континента.
В 2023 году на летних Азиатских игр в Китае завоевала золотую медаль.